# Hemerobius sumatranus
Hemerobius sumatranus is een insect uit de familie van de bruine gaasvliegen (Hemerobiidae), die tot de orde netvleugeligen (Neuroptera) behoort. 
Hemerobius sumatranus is voor het eerst wetenschappelijk beschreven door Navás in 1926.